# 鬼子 (小說)
《鬼子》是倪匡筆下科幻小說衛斯理系列之一，系列編號33，連載於1971年7月28日至1971年9月10日的《明報》，本作與《星環》以《鬼子》書名出版。此故事並非科幻題材，只是描述一個日本軍人對自己於當年南京大屠殺所犯的罪感到痛苦，在衛斯理的追查下，發現他在戰爭時，作為皇軍士兵所作的暴行。衛斯理認為想要日本人悔改，可說是機率極少的事，即使是不得已遵循上級的命令。一般認為本作品是將一個贖罪的故事放在歷史的背景框架下，兩者結合的非常成功，是衛斯理故事中令人印象深刻的短篇。

## 故事概述
衛斯理偶然見到日本人鈴木正直對旅行社女職員唐婉兒感到害怕，但唐婉兒卻不知何故。衛斯理決定追查此事，於是先後冒充酒店職員致電鈴木正直及以旅行社的代表身份進入其套房，但卻失敗，甚至刺激了他，使他想殺死衛斯理。
衛斯理委托私家偵探好友小郭追查鈴木正直和唐婉兒的身世，卻發現二人並無任何關係。衛斯理之後計劃與鈴木正直乘坐同一架飛機，繼續向他追問。飛機著陸後，鈴木正直立即離去並聘請日本有名的私家偵探藤澤一雄招呼衛斯理。
但藤澤一雄卻與衛斯理合力追查鈴木正直的過去。衛斯理和藤澤一雄潛入鈴木正直的家，見到他對著一個布包跪拜和痛苦呻吟。布包內是一件寫有「菊井太郎」的日本軍服和一件染有血漬的藍色旗袍。衛斯理於是調查日本軍方的舊檔案，卻找不到鈴木正直的資料。衛斯理再從菊井太郎的名字入手，卻意外發現到鈴木正直的過去。
衛斯理於是得知原來鈴木正直的本名是菊井太郎，他並曾參與過南京大屠殺。衛斯理以所得的資料恐嚇鈴木正直，於是鈴木正直交出他在南京入城所寫的日記，日記上記載著日本人如何虐待和殺死中國人，並記載著鈴木正直曾經姦殺一個穿藍色旗袍的中國女子。鈴木正直表示唐婉兒和那個被姦殺的中國女子十分相似，以為她是來討命。衛斯理分析唐婉兒可能是藍色旗袍女子的近親，甚至可能是女兒。
翌日鈴木正直上吊自殺。在衛斯理的追查下，發現鈴木正直他在戰爭時，作為皇軍士兵所作的暴行，即使是不得已遵循上級的命令。衛斯理走後與藤澤一雄會合，藤澤一雄抱怨鈴木正直並未切腹（介錯）不像個武士，衛斯理聞言感嘆軍國主義的餘毒仍留在年輕一代身上。

## 故事角色
- 衛斯理

故事主角。好奇心極重，因偶然見到失常的鈴木正直便決定追查他的身世。及後發現鈴木正直戰時為日本皇軍的殘忍行徑，對此十分反感。
- 唐婉兒

孤兒，旅行社副經理，曾於日本、美國讀書。容貌與戰時被鈴木姦殺的中國女子相似，衛斯理推測二人為母女關係。故事中認識了小郭，後來和他結婚。
- 小郭

私家偵探，衛斯理的好友。受衛斯理之托調查鈴木正直和唐婉兒的關係，卻因而認識了唐婉兒並喜歡上她。
- 傑克上校

警方主任。注意到衛斯理毆打日本遊客的案件。
- 鈴木正直

鈴木電子組合的總裁。旅遊時遇到唐婉兒而被她嚇倒，在衛斯理的追查下，發現他原名菊井太郎，曾參與南京大屠殺並姦殺一名女子，唐婉兒和該女子容貌相似。
- 藤澤一雄

全日本徵信社社長，極有名的私家偵探。曾和衛斯理一起在東南亞某國經歷一件驚險的神秘事件。因與衛斯理相識。受托對衛斯理招呼不要再調查鈴木正直。
- 白素

衛的妻子。故事末段和衛斯理討論鈴木正直自殺的原因。

## 關於角色
- 衛斯理好友私家偵探小郭，與唐婉兒於《鬼子》故事中相識，在《大廈》中兩人已成了夫妻，儘管唐婉兒於《衛斯理系列》出場次數少之又少。

- 從衛斯理口中得知，身為洋鬼子的傑克上校曾於二戰期間在集中營受日本人的毆打。

- 從故事得知，衛斯理曾與藤澤一雄在東南亞某國發生過一次不愉快的事件，但衛斯理一直沒有將之記述。葉李華所著的衛斯理回憶錄《蓋世》將之記述出來。

## 作者想表達的想法
- 屠殺事件由日本皇軍一手造成，寫「鬼子」這個故事時，還絕未發生日本文部省修改教科書，掩飾日本侵略軍血腥罪行事件，小說結束時，已斷定日本鬼子決計不會悔改，果然言中，對於小說寫作人來說，自然對自己的眼光感到滿意，「鬼子」也始終是幻想小說──幻想日本鬼子會對犯下的滔天大罪，表示痛悔！
- 從藤澤一雄的一句話可以看出：「他為什麼要自殺呢？真洩氣，竟然不是用傳統的切腹自殺，而是上吊死的。」作者強烈地表示了對日軍侵華的反感和不滿，並認為軍國主義者決不會因為自己在戰爭中的所為而悔改。作者對日本人武士道的精神很反感，認為年輕一代這種想法終會招致另一場戰爭。